# آرثر ويلكينسون
آرثر ويلكينسون (1872 - )  (بالإنجليزية: Arthur Wilkinson)‏ هو لاعب كريكت بريطاني.